# Gianfranco D'Aronco
Gianfranco D'Aronco (Udine, 19 ottobre 1920 – Udine, 3 dicembre 2019) è stato un politico e filologo italiano.

## Biografia
Intellettuale votato fin dalla gioventù alla causa dell'autonomismo friulano, entrò nella Società filologica friulana, dove incontrò Tiziano Tessitori. Con lui già nel 1945 fece parte dell'"Associazione per l'autonomia friulana" e il 19 gennaio 1947 fondò con l'avv. Tiziano Tessitori (poi eletto nella Costituente) e assieme ad altri intellettuali friulani come Pasolini e Chino Ermacora, il "Movimento popolare friulano per l'autonomia regionale". Nel 1950 entrò nella Democrazia Cristiana, mentre il rapporto col partito autonomista Movimento Friuli, nato nel 1966, non sarà lineare.
Partecipò alla lunga querelle della costituzione della regione autonoma Friuli-Venezia Giulia, che vedeva contrapposte le istanze dell'autonomismo friulano e triestino.. Nel 2005 fonda con altri il "Comitât pe autonomie e il rilanç dal Friûl" di cui sarà Presidente.
Parallelamente intraprese la carriera dell'insegnamento universitario, prima alla Cattolica di Milano, poi a Padova e infine a Trieste, dove assunse la cattedra ordinaria di storia delle tradizioni popolari e quella di filologia romanza.
Nel 1983 pubblicò in tre volumi "Friuli regione mai nata : venti anni di lotte per l'autonomia, 1945-1964". Da pensionato ritornò alla politica attiva: accettò l'invito ad assumere la presidenza onoraria della Lega Nord Friuli fattogli da Pietro Fontanini negli anni novanta e negli anni duemila si avvicinò a Sergio Cecotti. Ancora nel 2005 fu presidente del neo-costituito "Comitato per l'autonomia e il rilancio del Friuli".
D'Aronco è morto a 99 anni nel 2019.